# 肖开提·亚力昆
肖开提·亚力昆（維吾爾語：شەۋكەت يالقۇن‎‎，1993年2月7日—），维吾尔族，出生于新疆阿图什市，曾被称为买买提·艾力，是一名中国足球运动员，司职前锋，现自中国足球超级联赛球队广州恒大租借至青岛海牛。

## 俱乐部生涯
肖开提·亚力昆在新疆青年队接受职业足球训练，是新疆青年队的核心球员。2011年他到中国足球超级联赛升班马广州恒大接受试训表现出色，但由于新疆青年队要参加当年度举行的全国城运会，因此肖开提·亚力昆转会的事宜被搁浅了一个赛季。2012年1月，他以10万人民币的身价转会加盟广州恒大， 并以买买提·艾力的身份注册中超联赛。
2012年3月30日，他在广州恒大客场1比0击败上海申花比赛的第81分钟替换郜林出场，首次在职业联赛中亮相。 2012年4月13日，他在广州恒大主场3比1击败杭州绿城的比赛中首次首发上场。 恒大主教练里皮曾在媒体采访中称他很喜欢买买提·艾力，还称赞了买买提·艾力的突破能力。
2013年，他用肖开提·亚力昆的证件注册中超联赛，广州恒大俱乐部怀疑他之前可能有年龄造假行为，并上报中国足协。3月底，他因涉嫌年龄造假被罚禁赛3个月。 7月10日，他复出回到赛场并首发参加2013年中国足协杯第四轮广州恒大7比1击败大理锐龙的比赛。8月7日，他在足协杯第五轮射进职业生涯的首个进球，帮助广州恒大在常规时间内2比2战平杭州绿城，并最终点球决胜击败对手晋级四强。